# Jordanne
Die Jordanne ist ein Fluss im Südwesten Frankreichs und verläuft im Département Cantal in der Region Auvergne-Rhône-Alpes. Sie entsteht in den Monts du Cantal, an der Südflanke des Puy de Peyre Arse, durch Zusammenfluss mehrerer Quellbäche. Ihr Ursprung liegt im Regionalen Naturpark Volcans d’Auvergne, in einer Höhe von 1290 Metern. Die Jordanne entwässert generell Richtung Südwest und mündet nach rund 41 Kilometern knapp unterhalb von Aurillac als rechter Nebenfluss in die Cère.

## Orte am Fluss
- Mandailles-Saint-Julien
- Saint-Cirgues-de-Jordanne
- Saint-Simon
- Aurillac